# Gyeongju
Gyeongju is een stad met ca. 280.000 inwoners in Zuid-Korea. Het was de hoofdstad van het Silla koninkrijk, dat heerste over grote delen van Korea van de 7e tot en met de 9e eeuw.

## Bezienswaardig
De historische delen van Gyeongju vormen een UNESCO werelderfgoed sinds 2000.
Attracties zijn de Cheomseongdae observatietoren uit 637 en de tumuli.